# 快進社
快進社（日语：かいしんしゃ）乃是日本明治末期至大正末期曾存在的汽車公司，也是現今日產汽車的前身。

## 歷史
明治四十四年（1911年）7月1日汽車工程師橋本增治郎創辦快進社汽車工廠（快進社自働車工場），投資者之一吉田茂提供位於東京府豐多摩郡澀谷町麻布廣尾町（今東京都澀谷區廣尾五丁目）的土地給予橋本使用。大正元年（1912年）該工廠自雨燕馬達公司採購底盤，自行架裝車體製成試作的第一款汽車「神速號」。三年（1914年）在東京大正博覽會展出第二款試作汽車「DAT號」（ダット號，又稱「脫兔號」），獲得銅牌獎。「DAT號」的名稱取自工廠的出資者田健治郎（D）、青山祿郎（A）與竹內明太郎（T），以三人姓氏的羅馬拼音字首組成，是一輛可供三人乘坐、搭載10馬力V型二汽缸引擎的汽車，最高時速32km/hr，為日本第一款國產車。
1918年（大正7年）橋本以60萬日圓的資本，改到東京府北豐島郡長崎町3923番地（今東京都豐島區長崎5丁目）成立快進社公司（株式会社快進社）。新廠房約600坪大，招募約60名員工。翌年發售可乘坐5人的「DAT41型」乘用車，其動力心臟為日本國產第一具單塊鑄造的2,262c.c.直列四缸引擎，可輸出15匹馬力。這輛車參加1922年3月在上野公園舉辦的東京和平紀念博覽會，獲得金牌獎。1923年（大正12年）橋本增次郎設計了軍用保護汽車「DAT51型」3、4噸貨車，動力心臟和DAT41型相同，共製造了106輛。同年受到第一次世界大戰結束後局勢混亂，以及發生關東大地震的影響，減資6萬日圓。1925年（大正14年）因經營不順故快進社公司解散，改組成達特汽車商會合資公司（合資会社ダット自動車商会）。
1919年（大正8年）久保田權四郎在大阪成立實用汽車製造公司（実用自動車製造株式会社），聘用美國籍工程師威廉·高哈姆（William R. Gorham）作為技術指導。原本1918年抵日的高哈姆打算在該國製造、銷售飛機，但他見到彼時該國社會正轉換到機動人力車、小型卡車，於是改生產三輪貨車「Kushi-Car（クシカー）」。久保田鐵工所社長久保田權四郎的女婿久保田篤治郎嗅到了商機，於是延請其岳父出錢向高哈姆購買製造授權，並成立實用汽車製造公司。該公司以Kushi-Car為藍本開發製造出三、四輪的「高哈姆式實用汽車」，1923年時共出廠250輛。這是一種三輪式機車構造的輕型車，方向盤以一根棒子操控前進方向。1923年做出配置圓形方向盤的小型車「Rira號（リラー号）」，出廠約200輛。該公司的機械設備雖然相當現代化，但製造材料、零件皆自美國進口，成本居高不下卻是不爭的事實，因此銷售成績始終不見起色。1926年（大正15年）實用汽車製造與達特汽車商會決定合併，新公司名為「達特汽車製造公司（ダット自動車製造株式会社）」。
以大阪為生產基地的達特汽車製造專心製造軍用保護汽車，DAT41型陸續進化到51型、61型等，光是1930年（昭和5年）一整年便出廠了137輛，該公司的營業狀況便穩定下來。1929年以後藤敬義為領導中心的開發團隊先是完成試作495c.c.水冷式直列四缸引擎，翌年陸續完成底盤、車體等。本來彼時的法律條令規定排氣量350c.c.以下的汽車無須自備車庫、免受檢驗登記，但外國車廠向當局施加壓力，所以放寬標準至排氣量500c.c.以下、車長不得超過2.8公尺、車寬不超過1.2公尺、乘員限1人。因此後藤以此新標準開發，1931年完成小型車「DATSON（ダットソン）」。車名緣由乃原出資者D、A、T三人之子，但是「SON」在日語發音中同「損」，因此1932年改成「SUN（太陽）」，如此便是達特桑（DATSUN）的由來。
位於福岡縣的戶畑鑄物公司（戸畑鋳物株式会社）之社長鮎川義介積極跨足汽車產業，1931年（昭和6年）6月29日收購達特汽車製造公司大半的股份，後者遂成為前者的子公司。1932年自石川島造船所（IHI前身）獨立出來的石川島汽車與達特汽車合併成「汽車工業公司」（自動車工業株式会社），1933年汽車工業公司與東京瓦斯電力工業共同出資成立銷售體系「協同國產汽車公司（協同国産自動車株式会社）」，同年12月26日戶畑鑄物以70萬日圓購入達特汽車的大阪工廠，成立「汽車製造公司」（自動車製造株式会社），1934年改稱日產汽車公司。

### 其他
1970年10月19日NHK曾以橋本增治郎為藍本，製作播放電視連續劇《一號車呀，跑吧！》，描寫橋本為了日本第一輛純國產車「脫兔號」付出的過程。

## 內部連結
- 日產汽車
- 達特桑

## 外部連結
- （日語）快進社創業100周年記念展 （页面存档备份，存于）
- （日語）日本自動車殿堂：橋本増治郎氏
- （日語）日産自動車のあゆみ